# Super League (damvolleyboll, England)
Super League är den högsta serien inom volleyboll i England. Tävlingen har genomförts sedan 1977. Tävlingen organiseras av Volleyball England.

## Resultat per säsong[1]
| Säsong    | Mästare                    | Tvåa,                      | Trea                       |
| --------- | -------------------------- | -------------------------- | -------------------------- |
| 1977-1978 | Kirkby                     | Prescot                    |                            |
| 1978-1979 | Hillingdon                 | Speedwell                  |                            |
| 1979-1980 | TSB Kirkby                 | Hillingdon                 |                            |
| 1980-1981 | Tävlingen genomfördes inte | Tävlingen genomfördes inte | Tävlingen genomfördes inte |
| 1981-1982 | Hillingdon                 | Spark                      |                            |
| 1982-1983 | Hillingdon                 | Spark                      |                            |
| 1983-1984 | Hillingdon                 | Spark                      |                            |
| 1984-1985 | Hillingdon                 | Ashcombe                   |                            |
| 1985-1986 | Spark                      | Ashcombe                   |                            |
| 1986-1987 | Sale                       | Ashcombe                   |                            |
| 1987-1988 | Ashcombe                   | Sale                       |                            |
| 1988-1989 | Britannia                  | Brixton Knights            |                            |
| 1989-1990 | Brixton Knights            | Britannia                  |                            |
| 1990-1991 | Mizuno Britannia           | Woolwich Brixton Knights   |                            |
| 1991-1992 | Woolwich Brixton           | Britannia Music City       |                            |
| 1992-1993 | Woolwich Brixton           | Sale                       |                            |
| 1993-1994 | Woolwich Brixton           | Sale                       |                            |
| 1994-1995 | Malory VC                  | Britannia Music City       |                            |
| 1995-1996 | London QKX                 | Team Knights               |                            |
| 1996-1997 | Britannia Music City       | Manchester United Salford  |                            |
| 1997-1998 | Malory VC                  | Manchester United Salford  |                            |
| 1998-1999 | Malory VC                  | London QKX                 |                            |
| 1999-2000 | Ashcombe Dorking 1         | Loughborough Students      |                            |
| 2000-2001 | Ashcombe Dorking 1         | Malory VC                  |                            |
| 2001-2002 | Malory VC                  | Ashcombe Dorking           |                            |
| 2002-2003 | Malory VC                  | Ashcombe Dorking           |                            |
| 2003-2004 | Malory VC                  | Ashcombe Dorking           |                            |
| 2004-2005 | Malory VC                  | Wolverhampton              | Polonia IMKA London        |
| 2005-2006 | University of Birmingham   | Malory VC                  | Polonia IMKA London        |
| 2006-2007 | Malory VC                  | Polonia IMKA London        | University of Birmingham 1 |
| 2007-2008 | Wessex                     | University of Birmingham 1 | Coventry & Warwick Riga 1  |
| 2008-2009 | Swiss Cottage              | Coventry & Warwick Riga 1  | Malory VC                  |
| 2009-2010 | Tameside VC                | Polonia IMKA London        | Swiss Cottage              |
| 2010-2011 | Polonia IMKA London        | Swiss Cottage              | Malory Eagles VC           |
| 2011-2012 | Team Northumbria           | Leeds Carnegie             | Malory Eagles VC           |
| 2012-2013 | Team Northumbria           | Polonia SideOut London     | Wessex W1                  |
| 2013-2014 | Team Northumbria           | Polonia SideOut London     | Wessex W1                  |
| 2014-2015 | Team Northumbria           | Polonia SideOut London     | City of Salford VC         |
| 2015-2016 | Team Northumbria           | Polonia SideOut London     |                            |
| 2016-2017 | Team Durham                | Team Northumbria           |                            |
| 2017-2018 | Team Durham                | Team Northumbria           |                            |
| 2018-2019 | Tendring VC Ladies         | Durham Palatinates         | London Orcas               |
| 2019-2020 | Polonia SideOut London     | Durham Palatinates         |                            |
| 2020-2021 | Inga medaljörer            | Inga medaljörer            | Inga medaljörer            |
| 2021-2022 | Durham Palatinates         | Polonia SideOut London     |                            |
| 2022-2023 | Durham Palatinates         | Team SideOut Polonia       |                            |